# 布魯斯克羅辛 (密歇根州)
布魯斯克羅辛（英語：Bruce Crossing）是位於美國密歇根州昂托納貢縣斯坦納德鎮區的一個普查規定居民點。

## 人口
根據2020年美國人口普查的數據，布魯斯克羅辛的面積為11.69平方千米，當中陸地面積為11.69平方千米，而水域面積為0.00平方千米。當地共有人口184人，而人口密度為每平方千米15.74人。